# ألدو دوتشر
ألدو بيدرو دوتشر (بالإسبانية: Aldo pedro Duscher)‏ (مواليد 22 مارس 1979 في إسكويل - الأرجنتين) لاعب كرة قدم أرجنتيني يلعب حاليا لصالح نادي الدرجة الأولى إسبانيول الإسباني منذ 2010 في مركز الوسط المدافع .

## مسيرته الكروية
لعب ألدو دوتشر خلال مسيرته الاحترافية مع 8 أندية في ثمانية عشر موسمًا وسجل خلالها 12 هدفًا ضمن 347 مباراة. حيث فاز في موسمين بالكأس وفي موسم واحد بالدوري.
خاض ألدو دوتشر مسيرته مع FC Barcelona (beach soccer) ‏ في موسم 1995–96 واستمر معه طيلة ثلاثة مواسم، مشاركًا في 31 مباراة سجل خلالها هدفًا واحدًا. ثم انتقل إلى نادي سبورتينغ لشبونة في موسم 1998–99 ولمدة موسمين، حيث شارك في 55 مباراة سجل خلالها 6 أهداف. لينتقل بعدها إلى نادي ديبورتيفو لاكورونيا في موسم 2000–01 ليلعب معه سبعة مواسم، مشاركًا في 157 مباراة ولم يسجل أي هدف. ثم انتقل إلى نادي راسينغ سانتاندير في موسم 2007–08 لمدة موسم واحد، مشاركًا في 34 مباراة سجل خلالها 5 أهداف. هذا وانتقل لاحقًا إلى نادي إشبيلية في موسم 2008–09 ولمدة موسمين، مشاركًا في 37 مباراة ولم يسجل أي هدف. ثم انتقل بعدها إلى نادي إسبانيول في موسم 2010–11 لمدة موسم واحد، مشاركًا في 18 مباراة ولم يسجل أي هدف أيضًا. ليعود وينتقل من جديد، لكن هذه المرة إلى نادي برشلونة ما بين عامي 2011 و2012 لمدة موسم واحد، مشاركًا في 7 مباريات ولم يسجل أي هدف أيضًا. لينتقل بعدها إلى إينوسيس نيون باراليمني ‏ في موسم 2012–13 لمدة موسم واحد، مشاركًا في 8 مباريات ولم يسجل أي هدف أيضًا.

## روابط خارجية
- ألدو دوتشر على موقع الاتحاد الدولي (مؤرشف)  (الإنجليزية)
- ألدو دوتشر على موقع قاعدة بيانات كرة القدم.إي يو (الإنجليزية)
- ألدو دوتشر على موقع ليكيب (الفرنسية)
- ألدو دوتشر على موقع ناشيونال فوتبول تيمز (الإنجليزية)
- ألدو دوتشر على موقع عالم كرة القدم.نت (الإنجليزية)